# Еквадор на зимових Олімпійських іграх 2018
Еквадор на зимових Олімпійських іграх 2018, що проходили з 9 по 25 лютого 2018 року у Пхьончхані (Південна Корея), був представлений 1 спортсменом в 1 виді спорту. Країна дебютує на зимових Олімпійських іграх.

## Спортсмени
| Вид спорту     | Чоловіки | Жінки | Всього |
| -------------- | -------- | ----- | ------ |
| Лижні перегони | 1        | 0     | 1      |
| Всього         | 1        | 0     | 1      |